# Lelaps ferruginea
Lelaps ferruginea är en stekelart som beskrevs av Peter Cameron 1884.
Lelaps ferruginea ingår i släktet Lelaps och familjen puppglanssteklar. Artens utbredningsområde är Panama. Inga underarter finns listade i Catalogue of Life.